# Блестящий дрозд
Блестящий дрозд (лат. Turdus serranus) — вид птиц из семейства дроздовых. Распространён в Южной Америке на территории от севера Венесуэлы до северо-запада Аргентины, в том числе в Колумбии, Эквадоре, Перу, Боливии. Обитает во влажных горных тропических и субтропических лесах, на высотах от 1400 до 2800 м. 

## Описание
Длина тела 23-25 см.

## Подвиды
Выделяют пять подвидов этого дрозда:
- Turdus serranus atrosericeus (Lafresnaye, 1848);
- Turdus serranus cumanensis (Hellmayr, 1919);
- Turdus serranus fuscobrunneus (Chapman, 1912);
- Turdus serranus serranus Tschudi, 1844;
- Turdus serranus continoi Rosendo Fraga & Edward C. Dickinson, 2008.